# Fotbal Club Inter Sibiu
El FC Inter Sibiu fue un equipo de fútbol de Rumania que alguna vez jugó en la Liga I, la liga de fútbol más importante del país.

## Historia
Fue fundado en el año 1982 en la ciudad de Sibiu, en el centro del país y representado por Nicolae Ceauşescu. Militaron en la Liga I en 8 temporadas.
Luego de la caída del Régimen Comunista en Rumania, el club comenzó a jugar mejor, inclusive logrando quedar en 4º lugar en la Liga I en 1990/91 y ganaron la Copa de los Balcanes. Pero luego sus mejores jugadores se fueron, perdieron a sus patrocinadores y la caída fue inevitable; descendieron a la Liga II en 1996 y 4 años más tarde desaparecieron a media temporada.

## Palmarés
Liga II: 1
1987/88
Liga III: 1
1985/86
Copa de los Balcanes: 1
1991

## Jugadores

### Jugadores destacados
| - Damian Adrian - Zoltan Ritli - Marius Baciu - Mihail Majearu - Florin Cotora - Lucian Cotora - Adrian Blid - Gheorghe Mihali - Radu Niculescu - Marius Predatu - Răzvan Toboşaru - Bogdan Bănuţă - Cristian Sava | - Adrian Văsâi - Dorinel Munteanu - Ovidiu Tâlvan - Constantin Lazăr - Ovidiu Maier - Cezar Zamfir - Marius Szeghedi - Marian Mărgărit - Cătălin Popa - Bogdan Bucur - Corneliu Szeghedi - Dorin Zotincă - Mircea Bolba | - Lucian Burchel - Sandor Szenes - Neculai Alexa - Ionel Fulga - Cornel Casoltan - Marius Pistol - Bogdan Mara - Benonie Popescu - Radu Neguț |

## Entrenadores

### Entrenadores destacados
| - Marian Bondrea - Viorel Hizo - Florin Halagian - Cornel Ţâlnar - Silviu Ştefănescu | - Ştefan Coidum - Jean Gavrilă - Gheorghe Turlea - Constantin Ardeleanu - Ştefan Dorian |